# 서농초등학교
서농초등학교는 대한민국 경기도 용인시 기흥구에 있는 공립 초등학교이다.

## 학교 연혁
- 2010. 03. 05 서농초등학교 설립 인가
- 2011. 09. 01 서농초등학교 개교
- 2011. 09. 01 초대 교장 전흥하 취임
- 2011. 09. 01 서농초등학교(6학급 78명)개교 및 병설유치원(2학급 30명) 개원
- 2014. 02. 18 제3회 졸업식(졸업생 58명, 누계 81명)
- 2014. 03. 01 경기도교육청지정 성인권교육 중심학교 운영
- 2014. 03. 01 용인교육지원청지정 아토피천식 안심학교 운영
- 2014. 03. 01 기흥구보건소지정 아침먹기와 양치하기 운동 운영
- 2014. 03. 01 초등 20학급(특수1 포함) 편성 및 유치원 3학급 편성
- 2014. 09. 01 제 2대 김용한 교장 부임
- 2014. 12. 05 방과후 돌봄교실 유공학교 표창(교육감)
- 2014. 12. 19 2014 학교보건교육분야 우수교 표창(교육감)
- 2015. 02. 13 제4회 졸업(48명) 총 129명
- 2017. 02. 10 제6회 졸업(85명)
- 2019년 류경희 교장 부임
- 2022년 제12회 멋진 학생들의 졸업(약 250명)
- 2022년 류경희 교장 퇴직